# Deportes Quindío
Maillots
El Deportes Quindío est un club de football colombien basé à Armenia.

## Palmarès
- Championnat de Colombie (1)
  - Champion : 1956
- Championnat de Colombie de deuxième division
  - Champion : 2001

## Anciens joueurs
- Norberto Cadavid
- Hugo Rodallega